# Суперкоманда Санджея
«Суперкоманда Санджея» (англ. Sanjay's Super Team) — короткометражный фильм созданный Pixar Animation Studios в жанре компьютерной анимации. Произведение основано на детских воспоминаниях режиссёра и продюсера Санджея Пателя. Премьерный показ состоялся 15 июня 2015 года на Международном фестивале анимационных фильмов Аннеси во Франции, в широкий прокат мультфильм вышел совместно с мультфильмом «Хороший динозавр» 25 ноября 2015 года.
Вдохновлённый детскими воспоминаниями Патель, обнаружившего противоречие внутренних убеждений реалиям современного мира и традициям семьи, сюжет «Суперкоманды Санджея» воплощает на экране мечты индийского мальчика, скучавшего во время религиозной медитацией отца и воображавшего индуистских богов как супергероев.

## Сюжет
В начале мультфильма сообщается, что он основан на (почти) реальных событиях. Мальчик по имени Санджей смотрит любимый супергеройский сериал, «Суперкоманда», пока его отец пытается медитировать в той же комнате.
Каждый раздражён занятием другого. Отец Санджея отключает телевизор, забирает у сына фигурку персонажа «Суперкоманды» и заставляет участвовать в молитве. Санджей возвращает игрушку, пока его отец отвлекается, но случайно поджигает плащ в огне светильника. Вытаскивая плащ, он гасит лампу и переносится в храм с тремя каменными статуями.
Внезапно появляется Равана и начинает красть оружие у статуй, одновременно их разбивая. Санджей использует игрушку, чтобы зажечь фитиль гигантской лампы посреди комнаты. Статуи богов Вишну, Дурги и Ханумана оживают и вступают в бой с Раваной.
Санджей замечает, что гигантская лампу похожа на перевернутый колокольчик и бьёт по ней игрушкой. Игрушка разлетается на куски, а чаша издаёт звук, который умиротворяет Равану. Санджей получает от Вишну, новую игрушку и благословение, после чего возвращается в реальный мир. В руках у него фигурка супергероя, но на плаще нет следов огня. Отец позволяет продолжать смотреть «Суперкоманду», а Санджей добавляет в свой рисунок суперкоманды Вишну, Дурга и Ханумана и показывает отцу. Отец улыбается.
В конце фильма демонстрируются реальные фотографии Санджея Пателя и его отца.

## Производство
Мультфильм вдохновлён событиями детства Пателя, росшего в Сан-Бернардино в 1980-е годах в семье индийских иммигрантов. Как и многие американские дети того времени, он играл с трансформерами, смотрел мультфильмы «Looney Tunes» и читал комиксы о Супермене. Он также ежедневно участвовал в индуистских медитациях и молитвах с отцом. Патель чувствовал противоречие традиций своих родителей собственным увлечениями: «Наши миры были диаметрально противоположны. Я хотел, чтобы меня звали Тревисом, а не Санджей».
Повзрослев, он обрёл уверенность в собственной идентичности, хотя все ещё с трудом открыто раскрывал индийский корни в работе. В детстве он «остро отмечал отсутствие похож на него людей в кино и на телевидении». Чтобы «рассказать историю прихода смуглокожего мальчика к поп-культуре», Патель в начале 2012 года представил концепцию короткометражного мультфильма руководителям Pixar. Главный креативный директор Pixar Джон Лассетер тепло приветствовал идею за «личную сторону истории».
Место действия фильма основаны на интерьерах мотеля на старом шоссе 66, который его родители купили и содержали, когда он был ребёнком. Патель начал работу над фильмом только с Вишну, который служил «отражением моего отца» и должен был противопоставляться трём супергероями. Затем команда разработчиков предложила добавить больше богов, и Патель выбрал Дургу и Ханумана.
Образ демона вдохновлён различными буддийскими традициями. Как сказал Патель в интервью, «...демон не побеждён, не уничтожен. Когда мальчик разбивает своего идола, он делает монстра человечнее».
ААК присвоила мультфильму рейтинг PG за «пугающие образы», что делает его вторым короткометражным мультфильмом Pixar,  после «Центра вечеринки», получившим такой рейтинг.

## Номинации
«Супер команда Санджея» была номинирована на «Энни» и на «Оскар» за лучший анимационный короткометражный фильм.